# 안룡초등학교
안룡초등학교는 대한민국 경기도 수원시 권선구 곡반정동에 있는 공립 초등학교이다.

## 연혁
- 1924년 9월 11일 수원군 안룡공립보통학교(4년제 2학급) 개교설립인가 4월 23일(안룡면 대황교리)
- 1938년 4월 1일 안룡공립심상소학교로 개칭
- 1941년 4월 1일 안룡공립국민학교로 개칭
- 1951년 10월 30일 곡반정리 49번지로 교사 이전(現 곡반중학교)
- 1963년 1월 1일 수원시 편입(행정구역 개편)
- 1996년 3월 1일 안룡초등학교로 개칭
- 2003년 3월 1일 곡반정동 606번지로 이전
- 2006년 4월 10일 English Zone 사업
- 2006년 9월 11일 과학실 및 미르꿈터(도서관) 현대화 사업
- 2006년 10월 20일 컴퓨터실 및 보건실 현대화 사업
- 2008년 9월 20일 기상대 및 암석원 설치
- 2008년 11월 21일 가정체험(실습)실 설치
- 2009년 2월 10일 영어체험실 및 방송실 현대화 사업
- 2009년 11월 15일 학교 숲 가꾸기 보완 노송 5그루 이식
- 2010년 12월 21일 호정 박정양선생 공적비 이전
- 2011년 6월 29일 미르 보금자리(돌봄교실) 개원
- 2012년 9월 12일 미르 예절실 개원
- 2014년 4월 3일 안룡 어린이 놀이시설 설치
- 2016년 12월 5일 컴퓨터실 현대화 사업
- 2021년 1월 8일 제95회 졸업장 수여식 (졸업생누계 6,952명)
- 2021년 3월 1일 16학급(특수학급 포함) 편성
- 2021년 9월 1일 김혜숙 교장 취임
- 2022년 1월3일 제 96회 졸업식 (졸업누계 :6,998명)
- 2022년 2월 20일 체육관 증축 및 급식실 리모델링
- 2022년 2월 25일 교실 공기순환기 설치
- 2022년 3월 1일 25학급(특수1포함), 병설유치원1학급
- 2022년 3월 1일 혁신학교 운영

## 학교 상징
- 교목 : 향나무

굳센 기상, 밝은 지혜, 푸른 희망
- 교화 : 개나리

굳은 의지, 고운 마음, 바른 자세

## 참고 자료
- 안룡초등학교 - 한국교육학술정보원 학교알리미